# Hanna Bocander
Hanna Erika Alexandra Bocander, född Hultman 2 januari 1981 i Kulladals församling i Malmö, är en svensk moderat politiker. Hon var mellan 2019 och 2024 kommunstyrelsens ordförande i Danderyds kommun. 

## Biografi
Bocander växte upp i Malmö. Åren 2000–2006 studerade hon till jurist på Lunds universitet. Efter studierna började hon jobba som konsult och senare med försäljning, marknadsföring och kommunikation på Wolters Kluwer Sverige. Hon har även varit marknadschef på ett dotterbolag till NCC.[källa behövs]
Bocander har ett förflutet inom Moderata ungdomsförbundet.[källa behövs] Hennes politiska engagemang i Danderyd började år 2009, då hon fick sitt första förtroendeuppdrag som ersättare i barn- och utbildningsnämnden. Bocander hade sedan flera andra förtroendeuppdrag, bland annat som ledamot i socialnämnden. Hon efterträdde Olle Reichenberg som kommunstyrelsens ordförande i Danderyds kommun den 1 januari 2019, och blev då den första kvinnan på posten. I kommunalvalet 2022 ökade Moderaternas stöd med drygt fem procentenheter, och Bocander kunde fortsätta som kommunstyrelsens ordförande. I maj 2024 berättade hon att hon skulle avgå från posten i september samma år.